# Орбита

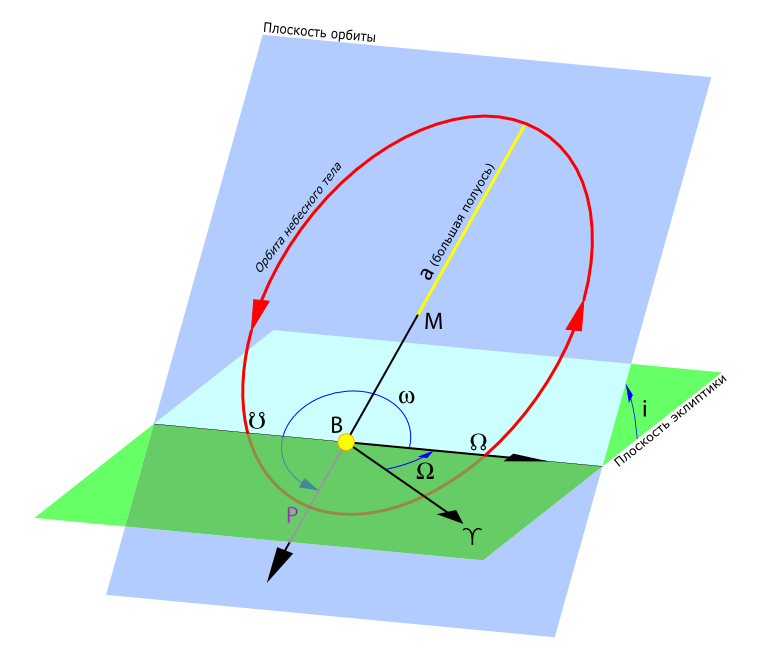

Орби́та (от лат. orbita «колея, дорога, путь»; арх. «кругови́на») — траектория движения материальной точки в заданной системе пространственных координат для заданной конфигурации поля сил, которые на точку действуют. Термин был введён Иоганном Кеплером в книге «Новая астрономия» (1609). Другими словами, круговой путь, которое совершает тело, захваченное в поле тяготения другого, сопоставимого по весу, тела.
В небесной механике это траектория небесного тела в гравитационном поле другого тела, обладающего значительно большей массой (например, планеты, кометы и астероиды в поле звезды). В прямоугольной системе координат, начало которой совпадает с центром масс, траектория может иметь форму конического сечения (окружности, эллипса, параболы или гиперболы).
При этом его фокус совпадает с центром масс системы.

## Кеплеровы орбиты
Долгое время считалось, что планеты должны иметь круговую орбиту. После долгих и безуспешных попыток подобрать круговую орбиту для Марса, Кеплер отверг данное утверждение и, впоследствии, используя данные измерений, сделанных Тихо Браге, сформулировал три закона (см. Законы Кеплера), описывающих орбитальное движение тел.
Кеплеровыми элементами эллиптической орбиты являются:
- фокальный параметр {\displaystyle p}, большая полуось {\displaystyle a}, радиус перицентра, радиус апоцентра — определяют размер орбиты,
- эксцентриситет ({\displaystyle e}) — определяет форму орбиты,
- наклонение орбиты ({\displaystyle i}),
- долгота восходящего узла ({\displaystyle \Omega }) — определяет положение плоскости орбиты небесного тела в пространстве,
- аргумент перицентра ({\displaystyle \omega }) — задаёт ориентацию аппарата в плоскости орбиты (часто задают направление на перицентр),
- момент прохождения небесного тела через перицентр ({\displaystyle T_{0}}) — задаёт привязку по времени.

Эти элементы однозначно определяют орбиту независимо от её формы (эллиптической, параболической или гиперболической). Основной координатной плоскостью может быть плоскость эклиптики, плоскость галактики, плоскость земного экватора и т. д. Тогда элементы орбиты задаются относительно выбранной плоскости.

## Классификация

### По центральному телу орбиты
- галактоцентрическая — орбита вокруг центра галактики (Солнце находится на орбите вокруг галактического центра Млечного пути)
- гелиоцентрическая — орбита вокруг Солнца (в Солнечной системе все планеты, кометы, астероиды, а также некоторые космические аппараты находятся на такой орбите); частным случаем является подковообразная орбита
- геоцентрическая (также околоземная) — орбита вокруг Земли (на ней находятся Луна, искусственные спутники Земли и большая часть космического мусора)
- окололунная (также селеноцентрическая) — орбита вокруг Луны, естественного спутника Земли
- ареоцентрическая — орбита вокруг Марса

### По высоте геоцентрической орбиты
- низкая околоземная — геоцентрическая орбита с высотой до 2000 км
- средневысокая — геоцентрическая орбита с высотой выше 2000 км, но ниже геосинхронной орбиты (35786 км) (на этой орбите находятся спутниковые системы навигации — GPS, ГЛОНАСС, «Бэйдоу», «Галилео»)
- геосинхронная — геоцентрическая орбита на высоте 35786 км, на которой орбитальный период равен звёздным суткам Земли (периоду вращения Земли вокруг своей оси); частным случаем является геостационарная орбита, имеющая нулевое наклонение относительно экватора Земли
- высокая эллиптическая — геоцентрическая орбита с высотой апогея, значительно превышающей высоту перигея; частными случаями являются геопереходная орбита, гомановская орбита, биэллиптическая переходная орбита, орбита «Молния» и орбита «Тундра»

### По эксцентриситету орбиты
- круговая — орбита с эксцентриситетом e = 0, имеющая форму окружности
- эллиптическая — орбита с эксцентриситетом 0 < e < 1, имеющая форму эллипса
- параболическая — орбита с эксцентриситетом e = 1, имеющая форму параболы
- гиперболическая — орбита с эксцентриситетом e > 1, имеющая форму гиперболы
- радиальная — орбита с эксцентриситетом e = 1 и нулевым угловым моментом

### По наклонению орбиты
- наклонная — орбита с наклонением i > 0° относительно плоскости отсчёта (например, относительно экватора Земли, эклиптики, галактической плоскости); частным случаем является полярная орбита с наклонением i=90° относительно экватора Земли
- экваториальная — орбита с наклонением i = 0° относительно экватора центрального тела орбиты; частными случаями являются геостационарная орбита и ареостационарная орбита

### По синхронности орбиты с центральным телом орбиты
- синхронная — орбита, на которой орбитальный период равен звёздным суткам центрального тела; частными случаями являются геосинхронная орбита, солнечно-синхронная орбита, орбита «Тундра» и ареосинхронная орбита
- субсинхронная — орбита, на которой орбитальный период меньше звёздных суток центрального тела; частными случаями являются полусинхронная орбита и орбита «Молния»

### По направлению орбитального движения
- прямая — орбита, на которой тело движется в направлении осевого вращения центрального тела
- ретроградная — орбита, на которой тело движется в направлении противоположном осевому вращению центрального тела

### По функции орбиты
- Орбита захоронения — орбита искусственных спутников Земли, на которую осуществляется их увод после окончания срока их активной работы
- Низкозатратная переходная траектория — орбита космического аппарата для достижения назначенной цели с наименьшим расходом топлива
- Низкая опорная орбита — начальная низкая околоземная орбита, которую предусмотрено существенно преобразовать посредством увеличения высоты или изменения наклонения орбиты

Также существует разделение на замкнутые и незамкнутые орбиты, в особенности для космических аппаратов.